# 新庄子 (雲林縣土庫鎮)
23°44′24″N 120°22′30″E / 23.739986°N 120.375015°E
新庄子，原寫為新庄仔，是台灣雲林縣土庫鎮的一個傳統地域名稱，位於該鎮北部。相較於今日行政區，其範圍大致與新庄里相近。

## 歷史
台灣清治末期至日治初期，新庄子地區為一街庄，稱為「新庄仔庄」，隸屬於布嶼堡。該庄輪廍呈東西狹長形，北與崙背庄、羅厝庄為鄰，東與大墩仔庄為鄰，南邊為牛埔仔庄、馬公厝庄、潮洋厝庄，西邊為龍巖庄、阿勸庄。
1901年（日治明治三十四年）11月，全台廢縣廳改設二十廳，該庄隸屬於斗六廳。1903年（明治三十六年）6月，該庄編入「崙背區」，隸屬於斗六廳。1909年（明治四十二年）10月，合併二十廳為十二廳，崙背區改隸屬於嘉義廳。1920年（大正九年），全台地方制度大改正，廢十二廳改設五州二廳，該庄改制並雅化為「新庄子」大字，隸屬於臺南州虎尾郡土庫庄。1943年10月，土庫庄升格為土庫街。
戰後土庫街改制為土庫鎮，隸屬於臺南縣，大字亦改制為里。1950年10月，雲、嘉、南分治，土庫鎮改隸屬雲林縣。

## 聚落
本地區發展較早的聚落為新庄仔，在日治期初期的官方地圖上已有記載。此外，本地區尚有溪底聚落。

## 交通
省道台19線又稱「中央公路」，是彰化至台南永康的幹道，大致以東北微北—西南微南走向繞大彎轉北向南再繞大彎轉東北—西南走向再轉北北東—南南西走向經過新庄子地區中西部地帶。由該道路向東北微東轉東北繞可前往崙背東南側外環道、二崙西北部、竹塘、埤頭等地；向南南東可前往褒忠、元長、北港、六腳等地。
鄉道雲88線是王厝寮至新莊的道路，其東側端點（終點）位於本地區東部新庄子聚落西側的鄉道雲101線路口。由此向西南西蜿蜒而行，出境後可前往馬公厝北端、潮洋厝東北部並止於該地區王厝寮聚落西南側的省道台19線路口。
鄉道雲90線是新莊仔至吳厝的道路，其西側端點（起點）位於新庄子聚落北側的鄉道雲101線路口。由此向東行，出境後可前往大屯子北端、北溪厝北部、吳厝西南部並止於縣道145號轉角路口。
鄉道雲97線是新莊仔至蕃仔堀的道路，其北側端點（起點）位於新庄子聚落東北側的鄉道雲101線轉彎路口。由此向東北東轉東南再轉南南東再轉南微西，順路轉東南東再轉南南東再轉東出境後，轉南可前往大屯子西北部、牛埔子東部、大屯子西南部（含大屯子聚落）、石廟子並止於該地區南部蕃仔堀聚落的縣道158甲線路口。
鄉道雲101線是復興（福興）至秀潭（無底潭）的道路，大致以北北西—南南東走向由本地區北部邊界東側入境後，經鄉道雲90線起點路口後，至新庄子聚落繞大彎經鄉道雲97線起點路口後轉西南西再繞大彎轉南，經鄉道雲88線終點路口後轉西南微南，出聚落不遠處出境。由該道路向北北西可前往羅厝並止於該地區西北部福興聚落的鄉道雲20線路口；向西南微南可前往牛埔仔西北端、馬公厝、崙內、埤腳、糞箕湖地區西南部並止於縣道145號路口（無底潭聚落南南東郊）。
鄉道雲103線是崙背至馬光的道路，目前受阻於新虎尾溪並未全線通車。溪北路段南側端點位於本地區北部邊界中央偏西處的新虎尾溪北岸堤防道路路口，由此向北可前往崙背市區並止於省道台19線舊線（南光路）路口（崙背聚落南南西郊）。溪南路段北側端點位於新虎尾溪南岸堤防道路路口，由此向南直行，出境後可前往潮洋厝東北端、馬公厝並止於縣道158甲線路口。

## 學校
- 新庄國小（位於南鄰牛埔子地區境內）